# 赫德

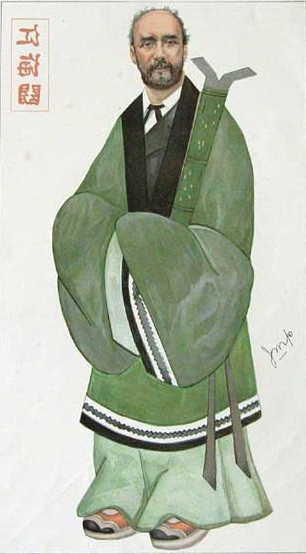
“中國赫德”
英國《名利場雜誌》1894年12月號刊登的赫德漫畫像

第一代從男爵羅伯特·赫德爵士，GCMG（1835年2月20日—1911年9月20日），字鹭宾，是英國外交官和滿清政府官員。生於英国北爱尔兰阿马郡波特唐（Portadown），1853年毕业于贝尔法斯特女王大学。1854年5月，19歲時來到中國。曾担任大清皇家海关总税务司半个世纪（1861年－1911年）。著有《中国论集》等。

## 出身及學歷
1835年2月20日，赫德出生于英国北爱尔兰阿马郡波塔鎮頓格農街的一幢小房子裏。赫德的父親亨利·赫德（1806-1875）在蒸餾酒厰工作，母親是拜理布雷（Ballybreagh）的約翰·埃德加之女。亨利·赫德據稱“具有有力生動的性格，一定程度上是獨一無二的，及發自内心的衛斯理宗教徒性格”。赫德十二歲時，隨家人搬遷至內湖畔的米爾頓（靠近馬格里），在此居住一年後又搬遷到唐郡的希爾斯堡鎮，並在此地入學。他被送入位於英格蘭湯頓的衛斯理宗學校，開始學習拉丁語。但由於年底學校允許他獨自一人回家，赫德的父親一怒之下將他轉送位於都柏林的衛斯理聯係學校（現都柏林衛斯理書院）。
少年赫德學習勤奮，因此被冠以“燜燒鍋”（Stewpot）和“遠大屁股”（Consequential Butt）的綽號。15歲時赫德的學校課程結束，他的父母決定送他入讀當時新創立的貝爾法斯特女王學院。他輕鬆通過了入學考試，並贏得獎學金（大學第二及第三年又分別贏得獎學金）。他很少有時間參加體育活動，但受到拉爾夫·沃爾多·愛默生的《散文集》的深刻影響，並有詩作在貝爾法斯特報章發表。他成為詹姆斯·麦考士的得意門生，兩人畢生保持書信聯絡。1853年他完成學位考試，在18歲的年紀獲得文學士學位，在文學、邏輯及形上學科目獲得獎牌，並以資深學者身份畢業。他決定繼續攻讀碩士學位，但在1854年春被女王學院提名加入駐中國的領事團隊。

## 駐華領事經歷
19歲的赫德來到倫敦的外交部，同外務常務次長埃德蒙·哈蒙德會面後，在1854年5月（咸豐四年）離開英國赴中國。赫德從南安普頓出發，經亞歷山大港、蘇伊士、加勒、孟買，抵達香港，在港督寶寧離港期間在英國駐華商務總監署擔任見習翻譯三個月。寶寧回到香港後，即派赫德赴寧波英國領事館任翻譯官。1855年，英國駐寧波領事與葡萄牙領事發生衝突因而被暫時停職，赫德臨時充任領事數月，在工作中處事不驚及善於判斷因而得到贊賞。赫德在新領事上任後回到原職，但在1857年6月26日寧波發生中葡海盜大戰時赫德仍在寧波。
1858年3月，赫德被调到英法聯軍占領下的廣州擔任大英法會理華洋政務總局（Allied Commission）書記官，又被充作香港督署書記官。赫德在政務總局的上司是巴夏禮，赫德對工作“極度的感興趣”。巴夏禮在廣州城内外巡訪時經常帶著赫德一起出行。1858年10月，赫德改任英國駐廣州領事館阿禮國手下的翻譯官。1859年，與赫德熟識的兩廣總督勞崇光請赫德出面在廣東建設類似於李泰國的上海江海關的新式海關。赫德自認對海關事務一竅不通，但去信李泰國詢問在廣州設立海關的提議。李請赫德出任大清皇家海關副稅務司，赫德接受邀請，並詢問英國政府是否同意他從領事隊伍辭職。英國政府回復准許赫德辭職，但告誡赫德不會允許他隨意回到英國領事隊伍。赫德在1859年（咸豐九年）5月向英國遞交辭呈，入職中國海關。

## 海關生涯

### 署任稅務司
1859年（咸豐九年），赫德辭去領事館職務、加入中國海關後，擔任粵海關副稅務司。1861年（咸豐十一年），在太平軍逼近上海的同時，李泰國向清廷請病假，稱其1859年7月在一次反英抗議期間受的傷需要返回英國治療。李泰國離滬期間清廷任命兩名署理總稅務司：喬治·亨利·菲茨罗伊（曾任額爾金伯爵的私人秘書）與赫德。菲茨罗伊願意留在上海，而赫德則走訪全國各地籌辦海關。隨著天津條約的簽署，中國通商口岸迅速增加，海關系統急需擴張以管理日益增多的國際貿易。1861年，赫德建議總理衙門購買阿思本艦隊，此建議獲采納後在英國的李泰國著手購置艦船及招募人手。
1862年（同治元年），在赫德與恭親王的倡議下中國第一所新式学校—京师同文館成立，並在廣州設分部。同文館旨在培養中國未來的外交及其他人才，學生學習外語、外國文化以及科學，經費来自海關稅收，负責人也由總稅務司推薦。同文館的早期教職人員包括一個所謂“方根拔男爵”（假名），赫德對方根拔不滿意因此將其解雇，方根拔在英國在華最高法院提起訴訟控告赫德誹謗，此案一直上訴到英國樞密院司法委員會，最終法院裁定赫德有權決定解雇方根拔。同文館後來并入京師大學堂，今北京大學。

### 總稅務司
1863年（同治二年），李泰國回到上海銷假，但在阿思本艦隊問題上與恭親王及總理衙門發生矛盾，加上中方認爲李泰國傲慢且難與共事，因而李泰國被解職，11月30日李泰國去職，同日赫德正式接替擔任海關總稅務司，徙駐上海。赫德的任命也獲得英國贊許。
作爲大清皇家海關總稅務司，赫德的主要職責是為中國政府收取關稅，同時負責將新式海關制度推廣到帝國各處的海、河港口及内陸關口，將海關的運作制度化，並提高海關的效率和誠信度。赫德任内建立的新式海關包括1864年（同治三年）所置台灣南北新關、1899年（光緒二十五年）與德使籌置的膠海新關、1886年（光緒十二年）赴香港、澳門，置關九龍、拱北、1905年（光緒三十一年），尋與日使籌置大連灣新關、1907年（光緒三十三年）東三省度地置關等。
赫德從中國的各貿易夥伴國招募海關的高層。赫德對清廷提出的建議改進了中國的諸多港口和航運設施，包括自1869年（同治八年）起赴緣海各地度置鐙樓塔表。
1864年（同治三年），赫德還駐京，加按察使銜，成为清朝的正三品大员。1865年（同治四年），總稅務署从上海遷到北京。从此，赫德居住在北京40多年。1869年（同治八年），晉布政使銜，官階从二品。
在海關任内赫德一直利用他對清廷的影響推動本職外的近代化改革。赫德在任内创建了税收、统计、浚港、检疫等一整套严格的海关管理制度，新建了沿海港口的灯塔、气象站，为北京政府开辟了一个稳定的、有保障的、并逐渐增长的新的税收来源，不但比旧式衙门清廉，甚至也是當時全球最清廉的海關；赫德主持的海关还创建了中国的现代邮政系统。1865年赫德回國完婚時上書恭親王，題爲《局外旁觀論》，列舉改革建議，并且勸説清政府第一次派員出國考察。清廷上諭將赫德文與署理英國駐華使臣威妥玛的《新議略論》交各地督撫詳慎籌劃。赫德文中對中國積弱狀況表述率直，例如“自四海各國觀之，竟莫弱於中國”，因此引起廣汎爭議。最終清廷將建設現代郵政系統及監督國内稅收也加入赫德的職責之内。在此文中赫德也寫到：“止有國政轉移，無難為萬國之首，若不轉移，數年之內，必為萬國之役。”雖然此文經過與總理衙門討論才定稿，因此反映了清朝高層的改革意願，但許多建議要到30年後才引起中國改良派的共鳴。他还利用关税的抵押担保，直接参与中国举借外债的活动。
在外交方面，赫德鼓勵清朝在其他國家設立使領館。赫德本人也富有外交才能，與中西官員建立友好關係，並利用這些關係來保證海關在風波中繼續運作。由於中國各處被列强割據，赫德時常需要利用他的外交能力與列强使節協商設立海關和徵收關稅事宜，並在本職工作之外為中國外交服務。1876年（光緒二年），赫德協助簽訂《烟臺條約》，其美國籍稅務司認爲赫德阻止了一場中國與英國之間的戰爭。1884年（光緒十年）中法越南衝突爆發後，赫德赴金陵與法使議越南案。不久，法國轉而攻擊臺灣，海關關艦“飛虎”號在臺灣海域為燈塔補時被俘。赫德派遣駐倫敦的中國海關官員金登幹（James Duncan Campbell）赴巴黎協商釋放關艦，同時試探議和解決衝突，1885年初金登幹會見法國總理茹費理，同時赫德説服總理衙門同意在賠款和越南問題上做出讓步，最終由金登幹代表中國與法國議定合約，中法雙方在天津簽署《中法新約》。
赫德同時身爲英國人和中國官員，力求平衡雙方利益。對於英國在中國的利益，赫德力求維持19世紀中的“利益均沾”局面，對19世紀末英國隨同其他列强開始謀求更大的權利感到憂慮，因此與英國駐華使节關係并不完全良好，在《烟臺條約》談判中與英國使臣威妥瑪發生衝突，而英國在租借九龍新界後亦關閉了赫德的新關。赫德认识到自己中国雇员的身份，“从某种意义上讲”，是中国人民的“同胞”，是中国政府用来对付外国商人的外籍雇员。1885年威妥瑪退休，英國政府請赫德出任駐華、韓公使，在猶豫四個月後赫德拒絕了任命。他對外交大臣格蘭維爾伯爵說他在中國海關的工作在一定程度上對中國和英國都有好處，而轉換職位的結果卻不清楚。而他對同文館總教習丁韪良則說由於他與中國政府的密切關係，作爲公使任何決定都會被英國輿論視爲袒護中方、姿態軟弱。1886年（光緒十一年），赫德獲賞花翎、雙龍二等第一寶星。1889年（光緒十五年），升为正一品，1893年（光緒十九年），賞三代一品封典。
赫德在中國任官長達五十年，頗與士大夫往還。赫德與掌管總理衙門的恭親王奕訢合作密切，擅长幕后的“业余外交”，是总理衙门“可以信赖的顾问”，“不但在税务和商务问题方面，而且在外交和内政方面”，都有其不可忽视的影响力。甚至封疆大吏的人事任命，有时也要咨询他的意见。恭亲王奕訢说：“赫德虽系外国人，察其性情，尚属驯顺，语言亦多近礼…”。同時也與李鴻章合作，在1900年（光緒二十六年）八國聯軍入京鎮壓義和團運動後，赫德與李配合参加《辛丑條約》談判，盡力維護中國利益以求達到中國能夠承受的議和條件。此後晉太子少保。1902年（光緒二十八年），召入覲，賜“福”字。
赫德的其他外交成就包括：
- 1886年（光緒十二年）赴香港、澳門，條議洋藥稅釐並徵
- 1887年（光緒十三年），葡萄牙使節來到中國，为解决走私问题，劝说中葡两国签订《里斯本会议草约》，由葡萄牙“永据”澳门，换取澳葡当局协助海关征收鸦片税。
- 1889年（光緒十五年），藏兵在哲孟雄作亂，英軍乘勢介入，赫德遣其弟稅務司赫政馳往，與駐藏大臣會籌劃界諸事，談判1890年《中英会议藏印条约》。
- 1905年（光緒三十一年），與德使更議胶海关章程，改行無稅區地法。尋與日使籌置大連灣新關，徵榷一如膠海關。

### 海防事務
1874年，中國開始建設新式海軍，總理衙門委托赫德通過金登幹購買四艘艦艇，1879年（光緒五年），赫德又协助清帝國購買八艘軍艦，後來成爲北洋水師的起源。1879年赫德向總理衙門提議試辦海防條例，組裝南北兩洋海軍，並自薦出任總海防司，總理衙門決定任命赫德出任此職。但李鴻章幕僚、道員薛福成向李呈文反對，稱赫德「陰鷙而專利」、「內西人而外中國」，認爲如授赫德予海防司職權，「數年之後，恐赫德不復如今日之可駑也」。受此影響，總理衙門要求赫德在總稅務司與總海防司之間選擇其一，赫德選擇繼續擔任總稅務司、放棄總海防司職位。

## 退休及去世

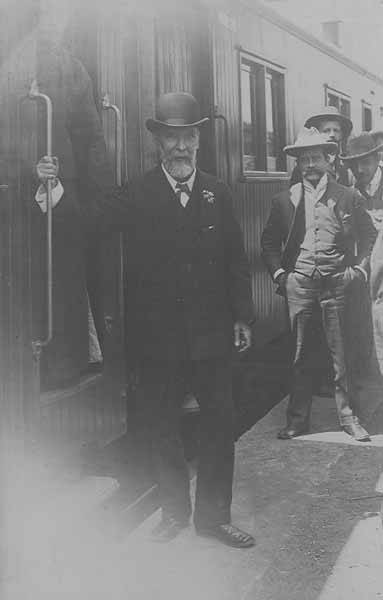
1908年赫德在天津

1908年4月13日上午7时，73歲高齡的總稅務司赫德因病休假离职回国，並在办公室留下一张意味深长的便条：「1908年4月13日上午7时，鷺賓·赫德走了。」此後他仍然挂着总税务司的头衔直到1910年。離開中國三年後，1911年9月20日赫德因肺炎發作後心臟衰竭病逝於英国白金汉郡芬格斯特。清廷追賜優恤、加尚書銜、太子太保。赫德離開中國後由其妻弟、副总税务司裴式楷代理总税务司一职，1910年由安格聯接任。

## 個人生活
赫德工作勤奮，但在感情生活方面并不完美。赫德年輕時，雖然受衛斯理宗教義熏陶，但不時發生雜亂感情。1857年他在中國納了妻妾“阿姚”，並與她生了三個兒女，兩人之間有“真誠的感情和尊重”。1863年出任總稅務司後，赫德決定要為他的屬下樹立良好榜樣，他認爲爲此需要與（留在南方的）阿姚分離，並找一個符合身份的英國妻子。1864年12月他到訪香港及廣州，為阿姚作了慷慨的安排，並準備把兩個孩子送到英國，但這一計劃顯然被推遲，因爲在進行道別時他又使阿姚懷上第三個孩子，同時他尋求幫助的一個人當時離開了廣州。赫德日記1865年1月15日篇：“我最焦急想要安排的私人事物未能瞭解，衹好放下。”1866年5月他第一次休假赴英，似乎由隨身的中國副官帶了三個孩子（安娜、赫伯特、亞瑟）同船赴英，並由他的律師為他們找到了寄養家庭。
赫德安頓完孩子們覺得可以自由尋覓符合身份的英國妻子。他的姑媽爲他聯係了她的醫生的女兒。赫德在5月25日到達，31日隨同姑媽去探訪18歲的海斯特·布萊頓（Hester Bredon）和她新近喪偶的母親。赫德對她快速追求，6月5日兩人第三次見面時赫德就向她求婚並獲接受。他們在8月22日在都柏林結婚，9月離開愛爾蘭赴北京。赫德與海斯特育有三個子女：伊芙琳、羅伯特和梅貝爾，但并不經常見到他們。赫德嘗教其子習製藝文，擬應試，未許。赫德夫婦兩人都嘗試維持良好婚姻關係並找到共同興趣，但北京生活有其難處，最終海斯特在1876年携兩個大兒女回到英國。1878年他第二次休假返英時兩人團聚，但赫德經受了一次崩潰。海斯特估計發現了赫德的私生兒女，以及為他們的教育花費的費用。她隨赫德回到北京，並生下兩人的第三個孩子梅貝爾。慈禧太后曾送给赫德小女儿一枚戒指。但1882年起海斯特和三個孩子長期住在倫敦。兩人之間的關係通過書信維繫。赫德經常寫信給妻子和他的婚生兒女。兩個大兒女在1890年代短暫赴京探望赫德，但此次訪問并不令他滿意，他對三個婚生兒女的成人生活表示失望，但在寫給金登幹的信中也承認他是疏忽的父親，沒有在他們的生活裏竪起榜樣，但說中國是他的首要職責。
阿姚何時去世并不清楚。赫德日記在1870年和1872年5月記錄收到她的信，並寫道“這難道不會終止嗎？”雖然赫德與三個私生兒女並無直接聯係，但他通過他的律師以及朋友和同事金登幹對他們的成長保持關切。在生命的最後十年裏，赫德通過法律文件承認了他們是他的兒女。
1882年後赫德維持獨身生活，但與許多女性有過深刻的友誼，其中包括卡拉爾（Carrall）家族的三代女性。他的男性下屬認爲他既是嚴格的上司也是支持的朋友。他與所有在北京在他眼前學習漢語的有希望的青年，他認爲說寫漢語的能力是擔任各埠稅務司的必要條件。
赫德身後留下妻子和三個婚生子女，他的從男爵勛位由兒子埃德加·赫德爵士，第二代基莫里亞蒂從男爵（1893-1963）繼承，埃德加死後勛位傳到其子羅賓·赫德爵士，第三代基莫里亞蒂從男爵，羅賓1970年去世後勛位中止。

## 赫德樂隊

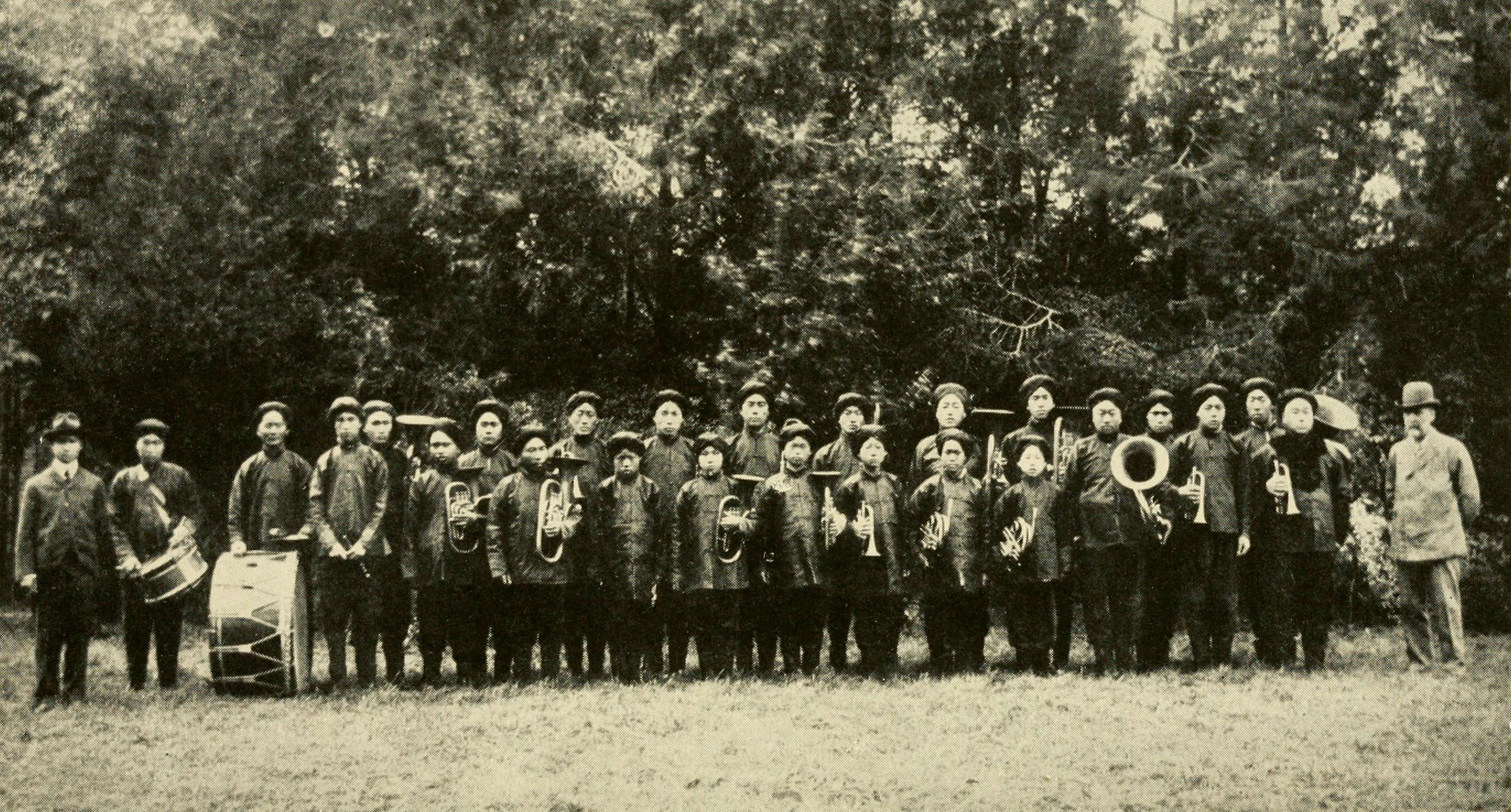
1907年赫德與樂隊

赫德本身就對音樂有極大的興趣，自己也會彈奏大提琴與小提琴，不過他的演奏能力僅是業餘程度。根據赫德的姪女斐麗珠為他所寫的傳記，赫德在1885年左右從天津海關督員處得知雇員中有一位洋人會訓練樂隊，赫德便了有建立私人樂隊的想法，自己出錢買樂器、樂譜、並召募中國青年開班授課，1888年赫德的信件中提及「我組織了一個樂隊，十二個人，由新來的郵務司比格爾（Bigel）訓練。他以前是個樂隊隊長。」信中所提到的比格爾可能是斐麗珠所指的雇員，不過之後作為赫德樂隊的教練聞名的應是葡萄牙人恩格諾，1889年，另一封信件中則有「我的北京樂隊（全部純北京種，十六到十九歲，十四人）演奏的很好。這是除了工作以外我僅有興趣的事。」，通過這兩封信可以肯定，赫德的樂隊在1888年已初具規模，並且全都由中國當地人組成，1890年，赫德寄往倫敦的信中就要求他的業務代理人替他「留意一個好的銅管樂器人才」，並列出了一整套的樂器「第一及第二短號、第一及第二中音號（alto）、第一及第二次中音號（tenor）、第一及第二細管上低音號、第一及第二低音號（bass）、鼓和小鼓」要代理人購買，由此可知其樂隊為管樂隊、初期編制有十二件樂器，後來又陸續增加了伸縮號與小號等樂器，同年赫德又在信件中提到他「要二支小提琴和二支大提琴」，可見樂隊已加入、或至少開始學習弦樂器，1899 年赫德信件中有「我德樂隊現在不僅是管樂隊，而且也是弦樂隊。」 一年後義和團事件發生，赫德的財產受到破壞，樂隊因此而結束。
1901年夏天，赫德重組他的樂隊，大量訂購管弦樂譜與樂器，此時他對樂隊投注的心力相當多，因為這支樂隊已不再僅作為赫德的私人娛樂，其當時所購買的樂譜多是管弦小品，非常適宜作為社交活動的背景音樂，具斐麗珠的記述，赫德會定期在他的大花園中舉辦遊園會、聚餐與舞會，這是北京洋人社交界的盛事，而樂隊便會在此演出。赫德樂隊亦曾進宮獻演，義和團事件後慈禧太后為改變她的形象，會在宮中招待駐京外國使節與他們的家眷，有時會要求樂隊在此時進宮演出，由此可見赫德樂隊在這個時期除了赫德私人的需求── 工作、宴會演奏，也在北京社交圈中有不少任務，赫德對此相當滿意，曾表示「這支樂隊為這些刻板的送往迎來作出了巨大的貢獻。我不知道現在北京如果沒有它將會是個甚麼樣子！」1908年赫德返回英國，樂隊在北京車站演奏《友誼萬歲》（Auld Lang Syne）與《可愛的家園》（Home! Sweet Home!）為他送行，並隨其返英而結束這段歷史。赫德樂隊為中國近代第一個由中國人組成的管弦樂團，並間接促成或影響到日後的管弦樂團及軍樂隊。
關於組成赫德樂隊的成員，他們本來的職業幾乎都是中國經濟基礎較薄弱的低層勞工階級，並且在加入樂隊之前毫無音樂背景，因為當時的讀書人和有錢人不會去當「吹鼓手」。赫德離開中國、樂隊解散的15年後，蕭友梅在北京大學成立音樂傳習所管弦樂團，其中便有一大部分成員是赫德樂隊的隊員，如曾指導過第一位加入上海工部局樂隊的中國小提琴家譚抒真的穆志清，赫德建立樂隊時其實並沒有要將西洋音樂傳授給中國人、在中國發展音樂教育的想法，但他培養出的這個樂隊卻培養了中國近代第一批管絃樂人才，並影響了西式軍樂隊的普及。

## 紀念

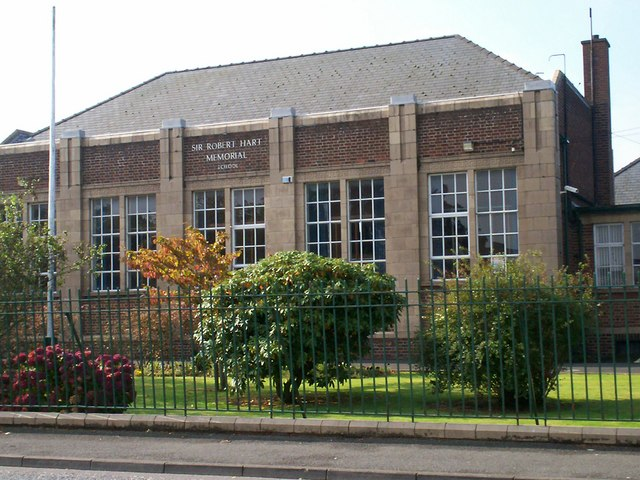
為於北愛爾蘭波特唐的赫德爵士紀念學校

由於赫德對中國海關和中外外交的貢獻，赫德成爲了世界近代史上獲各國勛賞最多的個人之一，共受封四個世襲勛位、十五個一等騎士（爵士）勛位，及衆多其他名譽學術及市政榮譽。赫德所受封賞包括中國政府授予的一品頂戴、花翎、雙龍二等一品寶星、三代一品封典、太子太保銜；英國授予的聖米迦勒及聖喬治同袍勳章、爵級司令勳章、爵級大十字勳章、從男爵位（封邑是阿馬郡的基莫里亞蒂（Kilmoriarty））；普魯士的一級皇冠勛章、以及丹麥的丹麥國旗大十字勳章等。
紀念赫德的事物包括：
铜像
- 赫德铜像，英國駐上海總領事館及公共租界工部局決議於1914年起於上海外灘樹立赫德銅像，以示紀念，1941年被日軍拆除[30]。

道路命名
为了纪念赫德，在中国一些地方有以他命名的道路。
- 北京赫德路（Rue Hart），今台基厂头条。赫德路海关旧址已成为外贸部宿舍。
- 上海赫德路（Hart Road），今静安区常德路。
- 香港赫德道（Hart Avenue），位於九龍尖沙咀，至今仍存在。

學校
- 在其故鄉北愛爾蘭波特唐有赫德爵士紀念小學（Sir Robert Hart Memorial Primary School），1935年建立。

## 著作
《"These from the Land of Sinim.": Essays on the Chinese Question》由英国《雙周評論》杂志刊登，1901年4月3日成書出版，1903年再版。收录了6篇文章：
1. The Peking Legations: A National Uprising and International Episode(《北京使馆：一次全国性的暴动和国际插曲》)，发表于 The Fortnightly Review（《双周评论》）1900，11； Cosmopolitan（《世界杂志》）1900，12
2. China and Her Foreign Trade (《中国和她的对外贸易》)，North American Review (《北美评论》)1901，1；
3. China and Reconstruction （《中国与重建》），《双周评论》1901，1；
4. China and Non-China(《中国与非中国》),《双周评论》1901，2；
5. The Boxers:1900（《义和团：1901》）,《德国评论》《世界杂志》1901，3；
6. China,Reform and the Powers（《中国，改革和列强》），《双周评论》《当代评论》《巴黎周报》《德国评论》1901，5

关于这些文章的内容，赫德自己做过这样的概括：“第一篇文章是呼吁人们注意：将来会有一天，武装起来的中国会成为一个强国；第二篇文章是请大家在进行商务谈判时，更加注重各省的政府；第三篇是建议在解决现存问题时，要慎重从事，以使中国将来念及我们的好处，而不是进行报复；第四篇谈的是治病的问题，提出了医治的方法，不论人们是否同意，早晚不得不使用这个方法；第五篇是第四篇的摘要展开。”第六篇，是“用另外一种方式，把我曾写过的内容归纳一下，给那些可能不完全理解我的文章的批评家们，提供一把正确理解的钥匙。”
該書中譯名為《这些从秦国来——中国问题论集》。在此书中，1900年的赫德如此描写与预言中国的未来：

今天的这一事件（义和团运动）不是没有意义的，它是一个要发生变革的世纪的序幕，是远东未来历史的基调：2000年的中国将大大不同于1900年的中国！民族感情是一个永久性的因素，这是必须承认的，在研究一个民族世纪状况时，决不能排除这个因素，而在中国，唯一普遍存在的感情就是对中国制度的自豪和对外国一切的蔑视    .......    
中国人是一个有才智、有教养的种族，冷静、勤劳，有自己的文明，无论语言、思想和感情各方面都是中国式的，人口总数约有四亿，生活在自己的疆域内，在他们所繁衍的的国度里有肥沃的土地和众多的江河，有千姿百态的高山和平原、丘陵和溪谷，有各种各样的气候和条件，地面上生产着一个民族所需要的一切，地底下埋藏着从未开发过的无穷的宝藏，这个种族，在经过数千年唯我独尊与闭关自守之后，已经迫于形势和外来者的巨大优势，同世界其余各国发生了条约关系，但是他们认为那是一种耻辱，他们知道从这种关系中得不到好处，所以正在指望有朝一日自己能够十足地强大起来，重新恢复昔日的生活，排除同外国的交往、一切外来的干涉和入侵，用睡眠来形容，这个民族已经酣睡了很久，但现在他已经苏醒，他的每一个成员身上都激荡着一种中国人的情感“中国人是中国的，把外国人赶出去！”    
义和团无疑是官方煽动的产物，但是这个运动已经吸纳了群众的想象力，将会像野火一样烧遍中国各个角落。简单说来，它是一个纯粹的爱国的自发运动，其目标是使中国强盛起来--以实现中国人的计划。通过武力来达到它所预期的目的，即根除外国宗教和驱逐外国人的目的，它的第一次实验并不是十分成功，但是，作为一次对志愿行动是否可行的试探，或者作为将来所要采取的途径和手段的一次试验，它并不是一次失败。他证明了广大民众会如何齐心协力的响应号召，也进一步表明原来谨小慎微的官方有意限制义和团只使用大刀长矛，这是不够的，必须要用毛瑟步枪和克虏伯大炮来代替他，将来的爱国者将拥有金钱所能买到的最好武器"    ..........   
「危及世界未来」这几个字无疑将引起哄堂大笑，好吧，让他们去笑吧，但愿他们会一直笑下去，两千万或两千万以上武装起来的、训练有素、纪律严明而又被爱国（即使是被误解了）动机所激励的团民，将使外国人不可能再在中国住下去，将从外国人那里收回外国人从中国拿去的一切，将额外加价的报复旧日的怨恨，将把中国的国旗和中国的武器带到许许多多现在连想都想不到的地方去。    
五十年以后，就将有千百万团民排成密集队形，穿戴全副盔甲，听候中国政府的号召，这一点是不用怀疑的！如果中国政府继续存在下去，它将鼓励（而这样鼓励是很对的）支持并发展这个中华民族运动；这个运动对世界其余各国将是不祥之兆，但是中国有权这样做，中国将贯彻她的民族计划！"    ..............   
中国将会有很长时期的挣扎，还会做错很多的事情和遭受极大的灾难，但或迟或早，这个国家将会以健康的、强大的、经验老到的姿态呈现于世界，并拥有这个世界强加给它的军事力量，而且，既然它必须拥有，它必将拥有最好的--最好的武器，最适当的训练，最高级的教育，士兵的数量将视人口的允许和情况的需要而定，士兵的质量将会一代胜过一代，今天，为了义和团在去年的所作所为而惩罚中国，西方在禁止向中国出口的物品中包括武器，关于这一点，一位贵胄子弟曾对我说：「很好，这将迫使我们成为生产者，且请记住我的话，总有一天我们会成为出口商，不仅那样，而且还会比现在的制造商卖的更便宜。」

## 引用
1. ↑  . Britannica.   [2017-06-22]. （原始内容存档于2016-03-04）.
2. 1 2  .   [2016-01-20]. （原始内容存档于2016-06-30）.
3. ↑  Bredon（1909年），第9–14页
4. ↑  Bredon（1909年），第14–24页
5. ↑  Drew, Edward B. . Journal of Race Development. July 1913, 4 (1): 1–33. JSTOR 29737977.
6. ↑  Bredon（1909年），第24–25页
7. ↑  Bredon（1909年），第31–42页
8. ↑  Bredon（1909年），第42–52页
9. ↑  Bredon（1909年），第55–60页
10. ↑  赫德訴方根拔 （页面存档备份，存于）
11. ↑  Fairbank et al, comment pp. 14-15 and several of his contemporary letters to Campbell
12. ↑  E.B. Drew,1913
13. ↑  Jung Chang, 'Empress Dowager Cixi', Vintage Books, London 2013 pg. 80
14. ↑  . Chinese Students' Alliance. 1911年6月27日: 48.
15. ↑  Fairbank et al, 1975, letters to Campbell, many letters between 519 and 559. Letter 550 includes his letter of explanation to Lord Granville
16. ↑  盧克·斯普勞爾 （Luke Sproule）. . BBC. 2018年11月14日  [2020年2月20日]. （原始内容存档于2021年3月6日）.
17. ↑  . 中華民國財政部.   [2024-10-31]. （原始内容存档于2015-09-23）.
18. ↑  King, Frank H. H. .  線上版. 牛津大學出版社. doi:10.1093/ref:odnb/33739. 需要订阅或英国公共图书馆会员资格
19. 1 2 3  Tiffen（2012年）
20. ↑  Smith R.J. et al, 1978
21. ↑  纪录片《外滩·泥滩 外滩》
22. ↑  Smith，Fairbank & Bruner（1991年）
23. ↑  Fairbank et.al
24. ↑  Li & Wildy（2003年）
25. ↑  70th birthday tribute, Queen's University Belfast Hart archive, MS15.8,J.
26. 1 2 3 4 5  Evans, Brian L.; Fairbank, John King; Bruner, Katherine Frost; Matheson, Elizabeth MacLeod. . Pacific Affairs. 1979, 52 (1). ISSN 0030-851X. doi:10.2307/2757776.
27. 1 2  韓國鐄. . 台北: 樂韻. 1990.
28. ↑  . The Times (36637) (London). 13 December 1901. p. 3.
29. ↑  . The Times (36400) (London). 12 March 1901. p. 10.
30. ↑  . 財政部財政史料陳列室.   [2020-12-03]. （原始内容存档于2021-03-13）.
31. ↑  Robert Hart. . London: Chapman & Hall, Limited. 1901年.
32. ↑  Robert Hart. . London: Chapman & Hall, Limited. 1903年.
33. ↑  陈霞飞 (编).  第七卷. 中华书局. 1995年: 第123、138页.
34. ↑  赫德. . 由叶凤美翻译. 天津: 天津古籍出版社. 2005年: 第35頁 [1903年]. ISBN 978-7-80696-185-8.

## 外部連結
- 北愛爾蘭貝爾法斯特皇后大學：《赫德爵士數位典藏》。擷取於2012-06-16。